# Marquesaskejserdue
Marquesaskejserdue (latin: Ducula galeata) er en dueart.
Marquesaskejserduen er endemisk på Nuku Hiva i Marquesasøerne i Fransk Polynesien. Duen findes kun i nogle dale i den vestlige del af øen.
IUCN kategoriserer arten som moderat truet.